# Karin Krajčo Babinská
Karin Krajčo Babinská (* 27. června 1974 Hodonín) je česká režisérka a spisovatelka, která se v roce 2017 provdala za frontmana kapely Kryštof Richarda Krajča.

## Životopis
Jako malá se chtěla stát herečkou a v letech 1985–1989 si zahrála několik dětských rolí v televizních filmech. Později se však rozhodla pro filmovou režii a v současnosti se navzdory příležitostným rolím ve filmu za herečku nepovažuje. V patnácti letech se nechala pokřtít, což nesl velmi nelibě její otec, který byl vojákem z povolání.
V letech 1993–1999 vystudovala filmovou a televizní režii na pražské FAMU. Její krátký studentský film Jakub a Veronika (1996) získal několik ocenění na mezinárodních filmových festivalech. V posledním ročníku natočila také tři povídky pro Českou televizi do cyklu Bakaláři. Po dokončení studia se řadu let věnovala tvorbě reklamních televizních spotů.[zdroj?]
Jako scenáristka a režisérka debutovala v roce 2007 celovečerním hraným filmem Pusinky. V roce 2014 režírovala film Křídla Vánoc, k němuž rovněž napsala scénář. Je také autorkou nejúspěšnějších klipů kapely Kryštof, jako Ty a já, Šňůry, Zůstaň tu se mnou nebo Vánoční, a režíruje i jejich koncertní vystoupení. Od roku 2016 psala úspěšný blog Kecy, kecy, kecičky, který v roce 2017 vydala v knižní podobě. Následně vydala romány Za sny (2018), Hvězdy na cestě (2020) a Tsunami (2022).[zdroj?]
Od roku 2013 byla ve vztahu s Richardem Krajčem, frontmanem kapely Kryštof, za něhož se roku 2017 provdala. Oba mají děti z předchozího vztahu, Karin dceru Jasmínu a Richard syna Richarda a dceru Bereniku, které mají ve střídavé péči. Rodina žije převážnou část roku v Praze, ale svůj volný čas tráví na statku v podkrkonošské vesnici Chotěvice, kam se do budoucna plánují přestěhovat nastálo. V roce 2022 se manželům podařilo získat od církve kostel sv. Petra a Pavla v Chotěvicích, který opravují a rekonstruují.

## Dílo

### Filmografie

#### Režisérka a scenáristka
- Pusinky (2007)
- Křídla Vánoc (2014)

### Biografie
- Kecy, kecy, kecičky 2017

### Romány
- Za sny 2018
- Hvězdy na cestě 2020
- Tsunami 2022
- Čarodějky 2024